# Microcharon rouchi
Microcharon rouchi är en kräftdjursart som beskrevs av Nicole Coineau 1968. Microcharon rouchi ingår i släktet Microcharon och familjen Microparasellidae. Inga underarter finns listade i Catalogue of Life.